# Kuntowijoyo
Kuntowijoyo, né le 18 septembre 1943 à Bantul et mort le 22 février 2005 à Yogyakarta, est un écrivain indonésien.

## Biographie
Son père est un lecteur de dhalang et de macapat, et son arrière-grand-père est un écrivain mushaf[pas clair]. Lorsqu'il fréquente l'école primaire d'Ibtidaiyah Madrasah, il pratique la déclamation, la narration et la lecture du Coran. Il est encadré par des personnalités littéraires comme Saribi Arifin et Yusmanan. Lecteur vorace, au collège, il lit des œuvres d'auteurs indonésiens tels que Hamka, HB Jassin et Pramoedya Ananta Toer ; il obtient son diplôme en 1959[réf. nécessaire]. Pendant ses études secondaires à Surakarta, il lit des œuvres de la littérature mondiale de Charles Dickens et Anton Tchekhov. Au lycée, il écrit des nouvelles, des pièces de théâtre, des essais et des romans. Il est diplômé de l'université Gadjah Mada en 1969.
Après avoir souffert de méningoencéphalite en 1991, Kuntowijoyo perd une partie de son contrôle moteur et a des difficultés à parler. Il commence alors à écrire à un rythme accéléré. Le 21 février 2005, Kuntowijoyo a été transporté à l'hôpital de Sardjito, se plaignant de diarrhée et de difficultés respiratoires. Il meurt le jour suivant, laissant deux œuvres non publiées.